# Општина Тлапа де Комонфорт (Гереро)
Тлапа де Комонфорт (шп. Tlapa de Comonfort) општина је у Мексику у савезној држави Гереро. Општина се налази на надморској висини од 1080 м.

## Становништво
Према подацима из 2010. у општини је живело 81419 становника.

### Хронологија
| Година       | 2000                  | 2005                  | 2010                  |
| ------------ | --------------------- | --------------------- | --------------------- |
| Становништво | 57346 (27795 / 29551) | 65763 (31224 / 34539) | 81419 (38983 / 42436) |

### Попис
| \| \| м \| \| \| ж \| \| 0—2 \| 2.843 \| \| \| 2.854 \| \| 3—5 \| 3.168 \| \| \| 3.025 \| \| 6—11 \| 6.389 \| \| \| 6.339 \| \| 12—14 \| 3.232 \| \| \| 3.182 \| \| 15—17 \| 3.081 \| \| \| 3.266 \| \| 18—24 \| 4.940 \| \| \| 6.103 \| \| 60+ \| 2.672 \| \| \| 2.979 \| \| Просек : \| 24,5 \| \| \| 25,6 \| |       |  |  |       |
| |       |  |  |       |
| | м     |  |  | ж     |
| 0—2 | 2.843 |  |  | 2.854 |
| 3—5 | 3.168 |  |  | 3.025 |
| 6—11 | 6.389 |  |  | 6.339 |
| 12—14 | 3.232 |  |  | 3.182 |
| 15—17 | 3.081 |  |  | 3.266 |
| 18—24 | 4.940 |  |  | 6.103 |
| 60+ | 2.672 |  |  | 2.979 |
| Просек : | 24,5  |  |  | 25,6  |

| #   | Индикатор                                                                                        | Вредност |
| --- | ------------------------------------------------------------------------------------------------ | -------- |
| 1   | Становништво од 0 до 2 године                                                                    | 5697     |
| 2   | Мушко становништво од 0 до 2 године                                                              | 2843     |
| 3   | Женско становништво од 0 до 2 године                                                             | 2854     |
| 4   | Становништво са 3 и више година                                                                  | 75073    |
| 5   | Мушко становништво са 3 и више година                                                            | 35814    |
| 6   | Женско становништво са 3 и више година                                                           | 39259    |
| 7   | Становништво са 5 и више година                                                                  | 70913    |
| 8   | Мушко становништво са 5 и више година                                                            | 33701    |
| 9   | Женско становништво са 5 и више година                                                           | 37212    |
| 10  | Становништво са 12 и више година                                                                 | 56152    |
| 11  | Мушко становништво са 12 и више година                                                           | 26257    |
| 12  | Женско становништво са 12 и више година                                                          | 29895    |
| 13  | Становништво са 15 и више година                                                                 | 49738    |
| 14  | Мушко становништво са 15 и више година                                                           | 23025    |
| 15  | Женско становништво са 15 и више година                                                          | 26713    |
| 16  | Становништво са 18 и више година                                                                 | 43391    |
| 17  | Мушко становништво са 18 и више година                                                           | 19944    |
| 18  | Женско становништво са 18 и више година                                                          | 23447    |
| 19  | Становништво од 3 до 5 година                                                                    | 6193     |
| 20  | Мушко становништво од 3 до 5 година                                                              | 3168     |
| 21  | Женско становништво од 3 до 5 година                                                             | 3025     |
| 22  | Становништво од 6 до 11 година                                                                   | 12728    |
| 23  | Мушко становништво од 6 до 11 година                                                             | 6389     |
| 24  | Женско становништво од 6 до 11 година                                                            | 6339     |
| 25  | Становништво од 8 до 14 година                                                                   | 14943    |
| 26  | Мушко становништво од 8 до 14 година                                                             | 7493     |
| 27  | Женско становништво од 8 до 14 година                                                            | 7450     |
| 28  | Становништво од 12 до 14 година                                                                  | 6414     |
| 29  | Мушко становништво од 12 до 14 година                                                            | 3232     |
| 30  | Женско становништво од 12 до 14 година                                                           | 3182     |
| 31  | Становништво од 15 до 17 година                                                                  | 6347     |
| 32  | Мушко становништво од 15 до 17 година                                                            | 3081     |
| 33  | Женско становништво од 15 до 17 година                                                           | 3266     |
| 34  | Становништво од 18 до 24 године                                                                  | 11043    |
| 35  | Мушко становништво од 18 до 24 године                                                            | 4940     |
| 36  | Женско становништво од 18 до 24 године                                                           | 6103     |
| 37  | Женско становништво од 15 до 49 година                                                           | 21438    |
| 38  | Становништво са 60 и више година                                                                 | 5651     |
| 39  | Мушко становништво са 60 и више година                                                           | 2672     |
| 40  | Женско становништво са 60 и више година                                                          | 2979     |
| 41  | Однос између мушкараца и жена                                                                    | 91.86    |
| 42  | Становништво од нуле до 14 година                                                                | 31032    |
| 43  | Становништво од 15 до 64 године                                                                  | 45613    |
| 44  | Становништво од 65 година и више                                                                 | 4125     |
| 45  | Просечан број деце                                                                               | 2.72     |
| 46  | Становништво рођено у ентитету                                                                   | 77766    |
| 47  | Мушко становништво рођено у ентитету                                                             | 37157    |
| 48  | Женско становништво рођено у ентитету                                                            | 40609    |
| 49  | Становништво рођено у другом ентитету                                                            | 2482     |
| 50  | Мушко становништво рођено у другом ентитету                                                      | 1246     |
| 51  | Женско становништво рођено у другом ентитету                                                     | 1236     |
| 52  | Становништво од 5 година и више резидентно у ентитету у јуну 2005. године                        | 68606    |
| 53  | Мушко становништво старосног доба од 5 година и више, резидентно у ентитету у јуну 2005. године  | 32299    |
| 54  | Женско становништво старосног доба од 5 и више година, резидентно у ентитету у јуну 2005. године | 36307    |
| 55  | Становништво од 5 година и више које је живело у другом ентитету у јуну 2005. године             | 1091     |
| 56  | Мушко становништво старије од 5 година које је живело у другом ентитету у јуну 2005. године      | 570      |
| 57  | Женско становништво старије од 5 година које је живело у другом ентитету у јуну 2005. године     | 521      |
| 58  | Становништво од 3 године и више које говори аутохтони језик                                      | 43175    |
| 59  | Мушко становништво старо 3 године и више које говори аутохтони језик                             | 20298    |
| 60  | Женско становништво старо 3 године и више које говори аутохтони језик                            | 22877    |
| 61  | Становништво од 3 године и више које говори аутохтони језик и не говори шпански језик            | 4220     |
| 62  | Мушко становништво старо 3 године и више које говори аутохтони језик и не говори шпански         | 1550     |
| 63  | Женско становништво старо 3 године и више које говори аутохтони језик и не говори шпански језик  | 2670     |
| 64  | Становништво старо 3 године и више које говори аутохтони језик и шпански                         | 38361    |
| 65  | Мушко становништво старо 3 године и више које говори аутохтони језик и шпански                   | 18477    |
| 66  | Женско становништво старо 3 године и више које говори аутохтони језик и шпански                  | 19884    |
| 67  | Становништво од 5 година и више које говори аутохтони језик                                      | 41530    |
| 68  | Становништво од 5 година и више које говори аутохтони језик и не говори шпански језик            | 3603     |
| 69  | Становништво од 5 година и више које говори аутохтони језик и говори шпански језик               | 37358    |
| 70  | Становништво у домородачким домаћинствима                                                        | 60615    |
| 71  | Становништво са ограничењима у активностима                                                      | 1532     |
| 72  | Становништво са ограниченим ходањем или кретањем, горе или доле                                  | 860      |
| 73  | Становници са ограничењима вида, чак и уз кориштење сочива                                       | 328      |
| 74  | Становништво са ограничењима говора, комуникације или конверзације                               | 162      |
| 75  | Становништво са ограниченим слухом                                                               | 170      |
| 76  | Становништво са ограничењима при одевању, купању или јелу                                        | 40       |
| 77  | Становништво са ограничењима у опажању или учењу једноставних ствари                             | 31       |
| 78  | Становништво са менталним ограничењима                                                           | 118      |
| 79  | Становништво без ограничења активности                                                           | 78473    |
| 80  | Становништво од 3 до 5 година које не похађа школу                                               | 2292     |
| 81  | Мушко становништво од 3 до 5 година које не похађа школу                                         | 1188     |
| 82  | Женско становништво од 3 до 5 година које не похађа школу                                        | 1104     |
| 83  | Становништво од 6 до 11 година које не похађа школу                                              | 704      |
| 84  | Мушко становништво од 6 до 11 година које не похађа школу                                        | 364      |
| 85  | Женско становништво од 6 до 11 година које не похађа школу                                       | 340      |
| 86  | Становништво од 12 до 14 година које не похађа школу                                             | 710      |
| 87  | Мушко становништво од 12 до 14 година које не похађа школу                                       | 344      |
| 88  | Женско становништво од 12 до 14 година које не похађа школу                                      | 366      |
| 89  | Становништво од 15 до 17 година похађа школу                                                     | 4002     |
| 90  | Мушко становништво од 15 до 17 година похађа школу                                               | 1945     |
| 91  | Женско становништво између 15 и 17 година живота у школи                                         | 2057     |
| 92  | Становништво од 18 до 24 године похађа школу                                                     | 2716     |
| 93  | Мушко становништво од 18 до 24 године похађа школу                                               | 1185     |
| 94  | Женско становништво од 18 до 24 године похађа школу                                              | 1531     |
| 95  | Становништво од 8 до 14 година које не може да чита и пише                                       | 2009     |
| 96  | Мушко становништво старосног доба од 8 до 14 година које не може да чита и пише                  | 1047     |
| 97  | Женско становништво старосног доби од 8 до 14 година које не може да чита и пише                 | 962      |
| 98  | Становништво од 15 година и више које је неписмено                                               | 11530    |
| 99  | Мушко становништво од 15 година и више које је неписмено                                         | 4272     |
| 100 | Женско становништво од 15 година и више које је неписмено                                        | 7258     |
| 101 | Становништво старо 15 и више година без школовања                                                | 10537    |
| 102 | Мушко становништво старо 15 и више година без школовања                                          | 3944     |
| 103 | Женско становништво старо 15 и више година без школовања                                         | 6593     |
| 104 | Становништво старосног доба 15 и више година са непотпуним основним образовањем                  | 7309     |
| 105 | Мушко становништво старосног доба од 15 година и више са непотпуном основним образовањем         | 3637     |
| 106 | Женско становништво старосног доба 15 и више година са непотпуном основним образовањем           | 3672     |
| 107 | Становништво старо 15 и више година са комплетним основним образовањем                           | 7639     |
| 108 | Мушко становништво старо 15 година и више са комплетним основним образовањем                     | 3710     |
| 109 | Женско становништво старо 15 и више година са комплетним основним образовањем                    | 3929     |
| 110 | Становништво старосног доба 15 и више година са непотпуним средњим образовањем                   | 3303     |
| 111 | Мушко становништво старосног доба од 15 година и више са непотпуним средњим образовањем          | 1760     |
| 112 | Женско становништво старосног доба од 15 година и више са непотпуним средњим образовањем         | 1543     |
| 113 | Становништво старо 15 и више година са пуним секундарном образовањем                             | 7682     |
| 114 | Мушко становништво старосног доба од 15 година и више са пуним секундарном образовањем           | 3850     |
| 115 | Женско становништво старосног доба од 15 година и више са пуним секундарном образовањем          | 3832     |
| 116 | Становништво старије од 18 година са постосновним образовањем                                    | 11721    |
| 117 | Мушко становништво старије од 18 година са постосновним образовањем                              | 5474     |
| 118 | Женско становништво старије од 18 година са постосновним образовањем                             | 6247     |
| 119 | Просечна оцена школовања                                                                         | 6.74     |
| 120 | Просечан ниво образовања мушке популације                                                        | 7.03     |
| 121 | Просечан ниво образовања женског становништва                                                    | 6.48     |
| 122 | Економски активно становништво                                                                   | 25360    |
| 123 | Економски активна мушка популација                                                               | 18375    |
| 124 | Економски активна женска популација                                                              | 6985     |
| 125 | Становништво које није економски активно                                                         | 30451    |
| 126 | Мушко становништво које није економски активно                                                   | 7709     |
| 127 | Женско становништво које није економски активно                                                  | 22742    |
| 128 | Запослено становништво                                                                           | 24321    |
| 129 | Запослено мушко становништво                                                                     | 17452    |
| 130 | Запослено женско становништво                                                                    | 6869     |
| 131 | Незапослена популација                                                                           | 1039     |
| 132 | Незапослена мушка популација                                                                     | 923      |
| 133 | Незапослена женска популација                                                                    | 116      |
| 134 | Становништво без права на здравствене услуге                                                     | 36115    |
| 135 | Становништво које има право на здравствене услуге                                                | 44410    |
| 136 | Становништво које има право на ИМСС                                                              | 855      |
| 137 | Становништво које има право на социјално осигурање                                               | 7686     |
| 138 | Становништво које има право на државно социјално осигурање                                       | 90       |
| 139 | Становништво које има право на опште осигурање или здравствено осигурање за нову генерацију      | 34995    |
| 140 | Становништво које је било једном или није било у браку током 12 година и више                    | 21118    |
| 141 | Венчано или уједињено становништво од 12 година и више                                           | 30476    |
| 142 | Становништво које је било у браку или уједињено 12 година и више                                 | 4432     |
| 143 | Становништво са католичком религијом                                                             | 71104    |
| 144 | Протестанти, еванђелисти и библијски следбеници различити од еванђелиста                         | 6191     |
| 145 | Становништво са другим религијама различитим од претходних                                       | 23       |
| 146 | Становништво без религије                                                                        | 2217     |
| 147 | Укупно пописаних домаћинства                                                                     | 16038    |
| 148 | Пописна домаћинства на челу са мушкарцима                                                        | 12129    |
| 149 | Пописна домаћинства на челу са женама                                                            | 3909     |
| 150 | Становништво у пописним домаћинствима                                                            | 80450    |
| 151 | Становништво у пописним домаћинствима на челу са мушкарцима                                      | 63877    |
| 152 | Становништво у пописним домаћинствима на челу са женама                                          | 16573    |
| 153 | Укупно домаћинстава                                                                              | 21961    |
| 154 | Укупно насељених домаћинстава                                                                    | 16252    |
| 155 | Укупно приватних кућа                                                                            | 21747    |
| 156 | Насељени приватни домови                                                                         | 16038    |
| 157 | Укупно насељених приватних кућа                                                                  | 16248    |
| 158 | Ненасељене приватне куће                                                                         | 3460     |
| 159 | Појединачна домаћинства за привремену употребу                                                   | 2249     |
| 160 | Становници у насељеним приватним кућама                                                          | 80450    |
| 161 | Насељеност станара у приватним становима                                                         | 5.02     |
| 162 | Просечно становника по соби у приватним насељеним домаћинствима                                  | 1.62     |
| 163 | Појединачна домаћинства са подовима од различитих материјала од земље                            | 13373    |
| 164 | Појединачна домаћинства у приземљу                                                               | 2556     |
| 165 | Појединачна домаћинства са једном спаваћом собом                                                 | 8153     |
| 166 | Појединачна домаћинства са две спаваће собе и више                                               | 7802     |
| 167 | Појединачна домаћинства са једним собом                                                          | 2360     |
| 168 | Појединачна домаћинства са две собе                                                              | 4162     |
| 169 | Појединачна домаћинства са 3 собе и више                                                         | 9402     |
| 170 | Појединачна домаћинства која имају електрично светло                                             | 15286    |
| 171 | Појединачна домаћинства која немају електрично светло                                            | 652      |
| 172 | Појединачна домаћинства која имају водоводну воду у стамбеном простору                           | 8755     |
| 173 | Појединачна домаћинства која немају водоводну воду у стамбеном простору                          | 7194     |
| 174 | Појединачна домаћинства која имају тоалет                                                        | 12705    |
| 175 | Појединачна домаћинства која имају канализацију                                                  | 10871    |
| 176 | Појединачна домаћинства која немају канализацију                                                 | 4960     |
| 177 | Појединачна домаћинства која имају електрично светло, довод воде из јавне мреже и канализацију   | 7219     |
| 178 | Појединачна домаћинства без икаквих услова                                                       | 1494     |
| 179 | Појединачна домаћинства која имају радио                                                         | 10272    |
| 180 | Појединачна домаћинства која имају телевизор                                                     | 12487    |
| 181 | Појединачна домаћинства која имају фрижидер                                                      | 10091    |
| 182 | Појединачна домаћинства која имају машину за веш                                                 | 3911     |
| 183 | Појединачна домаћинства која имају аутомобил или комби                                           | 2794     |
| 184 | Појединачна домаћинства која имају рачунар                                                       | 2242     |
| 185 | Појединачна домаћинства која имају фиксну телефонску линију                                      | 3712     |
| 186 | Појединачна домаћинства која имају мобилни телефон                                               | 6461     |
| 187 | Појединачна домаћинства која имају приступ интернету                                             | 1122     |